# Puente Golden Gate
El puente Golden Gate (en español: Puente de puerta de oro) es un puente colgante situado en California, Estados Unidos, que une la península de San Francisco por el norte con el sur del condado de Marin, cerca de Sausalito. Golden Gate es también el nombre del estrecho en el cual el puente está construido, y recibe su nombre del estrecho en Constantinopla, llamado también la Puerta Dorada, ya que comunicaba Europa con Asia.
El Golden Gate es el puente más famoso de San Francisco a pesar de no ser el mayor en esta ciudad, ya que el puente de la Bahía es la vía principal.
En la década posterior a la Primera Guerra Mundial el tráfico rodado en la región de la bahía de San Francisco se multiplicó por siete, de modo que el sistema de ferris fue incapaz de absorber ese crecimiento. Catalogado como puente colgante, construido entre 1933 y 1937, con una longitud aproximada de 1280 metros, está suspendido de dos torres de 227 m de altura. Tiene una calzada de seis carriles (tres en cada dirección) y dispone de carriles protegidos accesibles para peatones y bicicletas. El puente se utiliza para el cruce de tendidos eléctricos y conducciones de combustible. Bajo su estructura, deja 67 m de altura para el paso de los barcos a través de la bahía. El Golden Gate constituyó la mayor obra de ingeniería de su época, Fue pintado con suma urgencia para evitar la rápida oxidación producida en el acero de su estructura por el océano Pacífico.

## Historia
El Golden Gate Bridge and Highway District fue autorizado por un acto de la Legislatura de California en 1928 como la entidad oficial para diseñar, construir y financiar el puente Golden Gate. Sin embargo, después del Crac del 29, el Distrito no pudo recaudar los fondos de construcción, por lo que presionaron para que se vendieran bonos por valor de 30 millones USD. Los bonos fueron aprobados en noviembre de 1930 con los votos de los condados afectados por el puente. El presupuesto de construcción en el momento de la aprobación fue de 27 millones USD. Sin embargo, el Distrito no pudo vender los bonos hasta 1932, cuando Amadeo Giannini, fundador del Bank of America, con sede en San Francisco, estuvo de acuerdo, en nombre de su banco, en comprar todo el importe pendiente de suscripción con el fin de ayudar a la economía local. El gobierno federal estadounidense no intervino en la financiación de los costes de construcción del puente.
La construcción comenzó el 5 de enero de 1933. La obra del puente costó más de 35 millones USD. El ingeniero jefe del proyecto fue Joseph Strauss. Strauss permaneció a la cabeza del proyecto, supervisando la construcción día a día e hizo algunas aportaciones innovadoras. Se innovó en el uso de redes de seguridad móviles por debajo de la obra en construcción, que salvó la vida de muchos trabajadores del acero que hubieran fallecido sin esta protección. De once hombres muertos por caídas durante la construcción, diez murieron (cuando el puente estaba cerca de terminar) cuando la red cedió bajo la presión de un andamio que se había caído; otros diecinueve fueron salvados por esta red a lo largo de la construcción.
Para mediados de 1935, las dos torres (torre norte y torre sur) con una altura de 227 metros ya estaban listas para sostener los dos cables principales. Cada uno de los cables tiene un grosor de poco más de tres pies (cerca de un metro) de diámetro y pesa 12 000 toneladas. Eran demasiado pesados para llevarlos al otro lado del estrecho de Golden Gate en barcazas y levantarlos a lo alto de las torres.
Los cables fueron fabricados allí mismo usando un proceso llamado «hilado de cables», inventado por John A. Roebling en el siglo XIX, y fundador de la Compañía que realizó los trabajos.
Para hilar los cables, los trabajadores jalaban del alambre, con un grosor similar al de un lápiz, desde el anclaje de hormigón armado de una orilla pasándolo por encima de las dos torres hasta el otro anclaje; ahí se aseguraba y se le llevaba de vuelta. Fueron necesarios muchos viajes de ida y vuelta; la totalidad de los alambres por los que está compuesto cada cable es de 27 572. Los alambres individuales se agruparon en hebras más pesadas y se compactaron para formar el cable terminado. El hilado de los cables tomó solo seis meses y nueve días, estableciéndose récords de velocidad y eficiencia (el tablero de la autopista del puente, la vía comprendida entre una y otra torre, está sostenida por estos dos cables; de ahí la definición de puente colgante).

## Tráfico

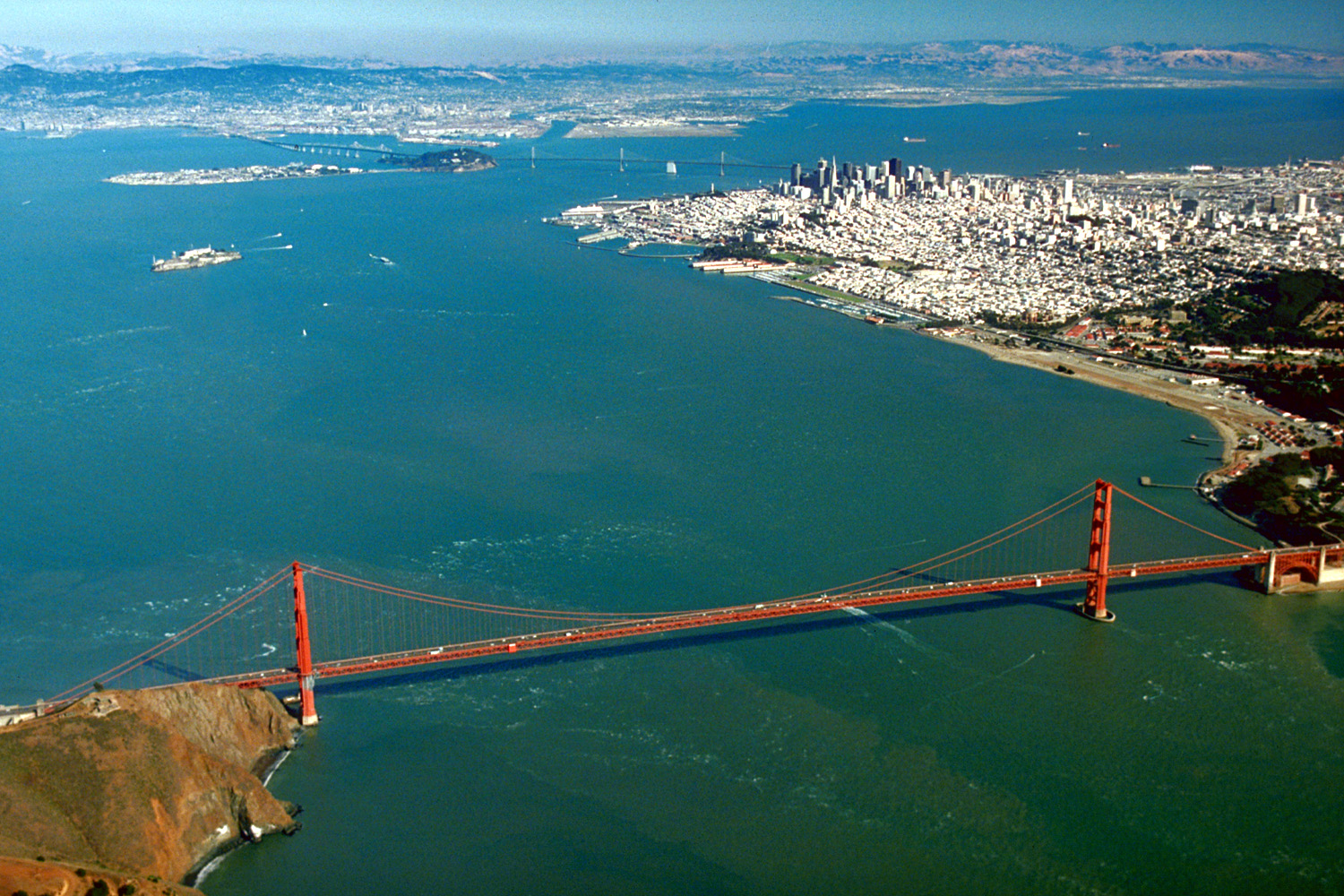
Vista aérea con la ciudad de San Francisco de fondo.

Como es la única manera de salir de San Francisco por su lado norte, el puente forma parte tanto de la Ruta Interestatal 101 como de la Ruta Estatal de California 1. En un día normal pasan por el puente unos 100 000 vehículos. Cuenta con un total de seis carriles y una acera en cada lado. Durante las mañanas de lunes a viernes, cuando más tráfico entra en la ciudad, 4 de los 6 carriles se disponen para circular en sentido sur. En contraste, durante las tardes de los días de trabajo, la mayoría del tráfico va a Sausalito, quedando el mayor número de carriles reservados para salir de San Francisco. La línea de separación entre sentidos de circulación se traslada cuando es necesario, y hasta el año 2015 estaba marcada por conos de tráfico que se fijaban al suelo.
Desde los años 1980 se había estudiado una propuesta para la instalación de una barrera móvil para separar los sentidos de circulación, evitando la posibilidad de choques frontales entre vehículos. Finalmente, se instaló en enero de 2015.
En cuanto a las aceras, los peatones solo pueden utilizar la situada en el lado este del puente. Su apertura y cierre están regulados por puertas automáticas. Los ciclistas (el monopatín no se permite) pueden utilizar ambas aceras, en función del tiempo y de la época del año. En la acera este, los ciclistas siempre deben ceder el paso a los peatones.

## Suicidios
El puente Golden Gate ha sido un punto negro de suicidios desde su inauguración en 1937 y debido a su fama, muchos curiosos se acercan a la zona para esperar durante horas y poder presenciar uno en directo, ya que el número de suicidios desde el puente es alarmante. La mayoría muere por trauma de impacto del agua tras una caída de cuatro segundos desde unos 75 m de altura (a unos 120 km/h). Aproximadamente el 5% sobrevive al impacto inicial, pero generalmente terminan muriendo por ahogamiento o de hipotermia en el agua fría.
Los medios de comunicación han intentado siempre silenciar las noticias de suicidios, pero debido al gran número de ciudadanos y turistas que cruzan el puente a diario, era inevitable observarlos. Por ello, el 28 de junio de 2014, las autoridades de San Francisco decidieron que era el momento de aprobar un fondo con un total de 76 millones de dólares, para colocar a lo ancho del Golden Gate una red de acero de más de 30 kilómetros. Una vez colocada, se pondrá fin a 84 años de suicidios en los que se calcula que han llegado a terminar con su vida alrededor de 1600 personas.
Después de años de debate, las barreras antisuicidio, que consisten en una verja de acero inoxidable que se extiende 6 m desde el puente y sostenida por acero estructural 6 m debajo de la pasarela, comenzaron a instalarse en abril de 2017. Se estimó que tomaría aproximadamente cuatro años a un costo de más de 200 millones de dólares. En diciembre de 2019, se informó que la construcción de la red de prevención de suicidios se había retrasado dos años porque el contratista principal, Shimmick Construction Co., se había vendido en 2017, lo que provocó la desaceleración de varios proyectos existentes. En diciembre de 2019, la fecha de finalización de la red del puente Golden Gate se fijó para 2023.

## Estructura

#### El equipo de diseño

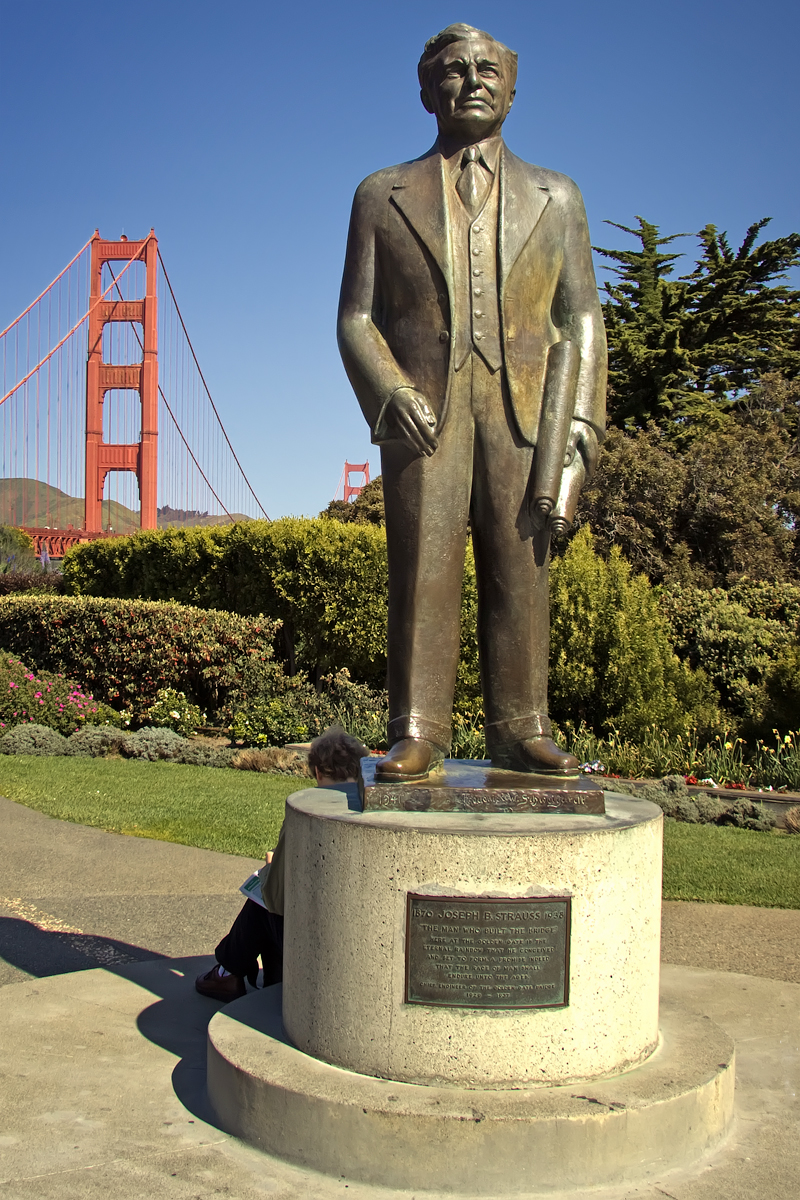
Memorial a Joseph Strauss.

La pasión de Joseph Strauss por los puentes se remonta a sus años en la Universidad de Cincinnati, y aunque se especializó en la construcción de puentes de tamaño bastante limitado, y en su mayoría terrestres, soñaba con construir "la cosa más grande de su clase que un hombre pudiera construir".
En 1919, Michael O'Shaughnessy, un ingeniero de la ciudad de San Francisco se dirigió a Strauss para que construyera "su" puente sobre el Golden Gate, en el punto en el que confluyen las turbulentas aguas de la bahía de San Francisco y el océano Pacífico, y en el que los remolinos alcanzan una velocidad de 95 km/h. Strauss estaba encantado con la oportunidad de realizar su sueño y trabajó incansablemente desde 1921 en el diseño del puente. Sin embargo, sus primeros esbozos no tuvieron un éxito inmediato, por lo que pasó más de una década intentando ganar apoyos, especialmente en el resto de California. Sin embargo, la persistencia de Strauss le permitió finalmente sacar adelante su proyecto. El diseño inicial del ingeniero ya transmitía la imponencia de la futura estructura: incluía dos cantilever, uno a cada lado del tablero principal, suspendidos a 67 metros sobre el agua.
Para compensar su relativa inexperiencia en la construcción de puentes colgantes, Strauss se rodeó de un equipo de especialistas. Llamó a varios arquitectos e ingenieros de renombre para dar credibilidad a un proyecto que parecía casi imposible de realizar. Strauss recurrió inicialmente a Charles Alton Ellis, profesor de ingeniería civil. Aunque no tenía un título de ingeniero, Ellis aportó un respaldo científico al proyecto, ya que se encargó de los cálculos para la construcción del puente. Posteriormente, Strauss contrató a Leon Moisseiff, un ingeniero civil con fama de ser el principal diseñador de puentes del país en aquella época, habiendo realizado, entre otros, el puente de Manhattan en Nueva York. Juntos, Moisseiff y Ellis superaron los límites de lo técnicamente posible, incluidos los dos pilones del puente, que se elevan más de doscientos metros sobre el agua. Finalmente, Strauss se puso en contacto con Irving Morrow, un arquitecto de San Francisco especializado en la construcción de casas. Morrow creó las diversas esculturas art decó del puente, y también fue responsable de la elección del color "naranja internacional" que adorna el puente, y que lo hace reconocible entre todos.

## Galería de imágenes

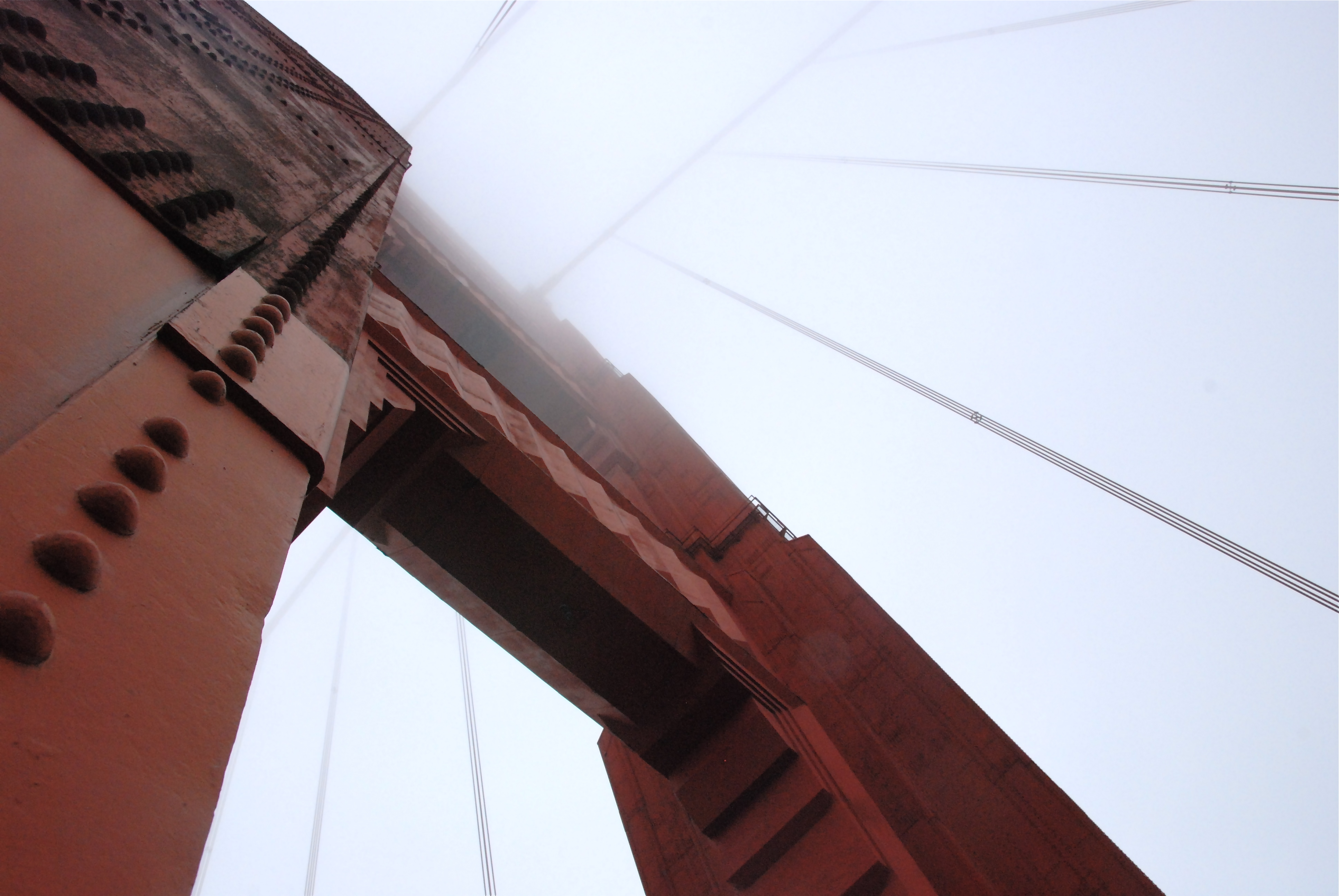
Un lado del puente.
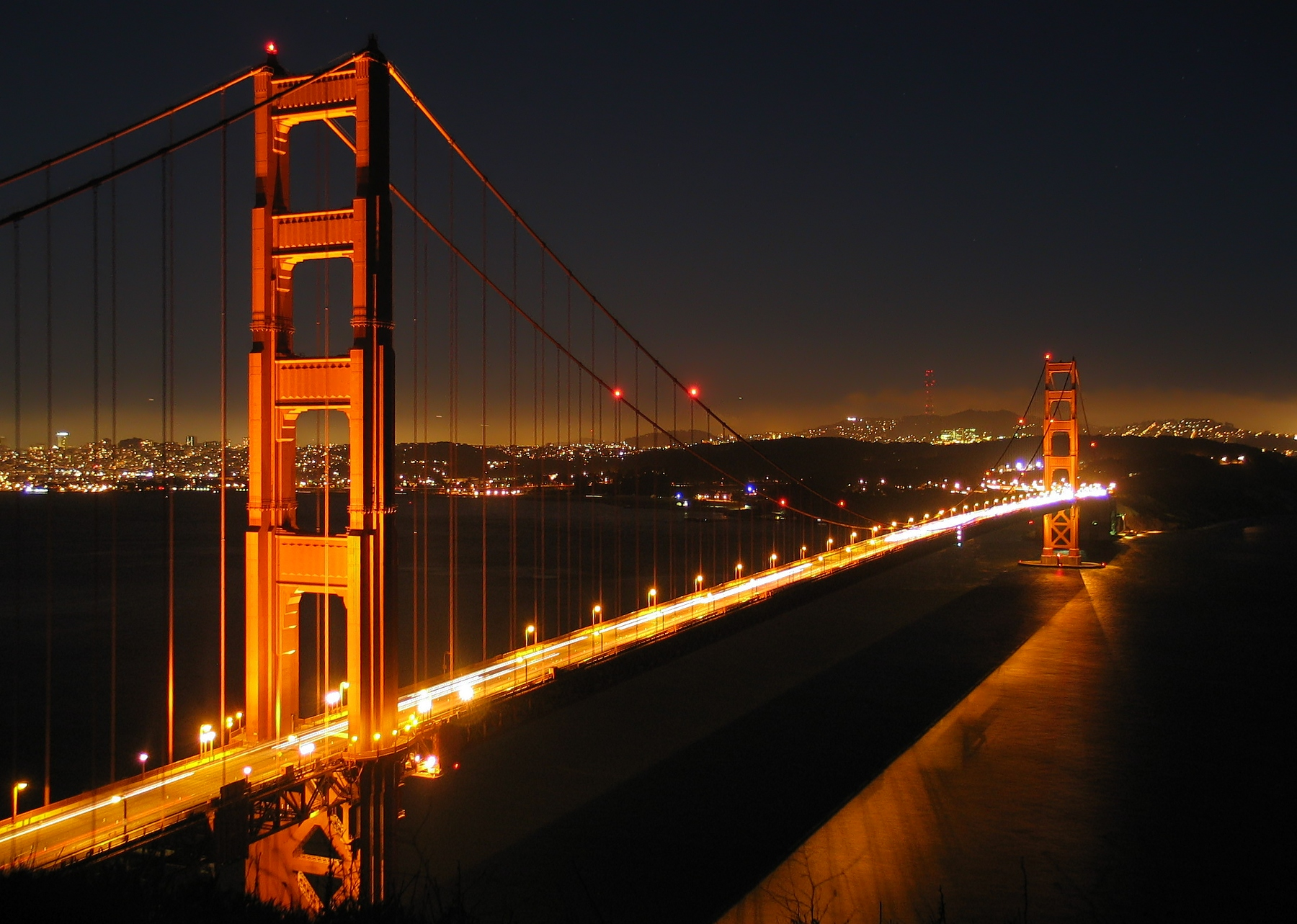
Vista nocturna.
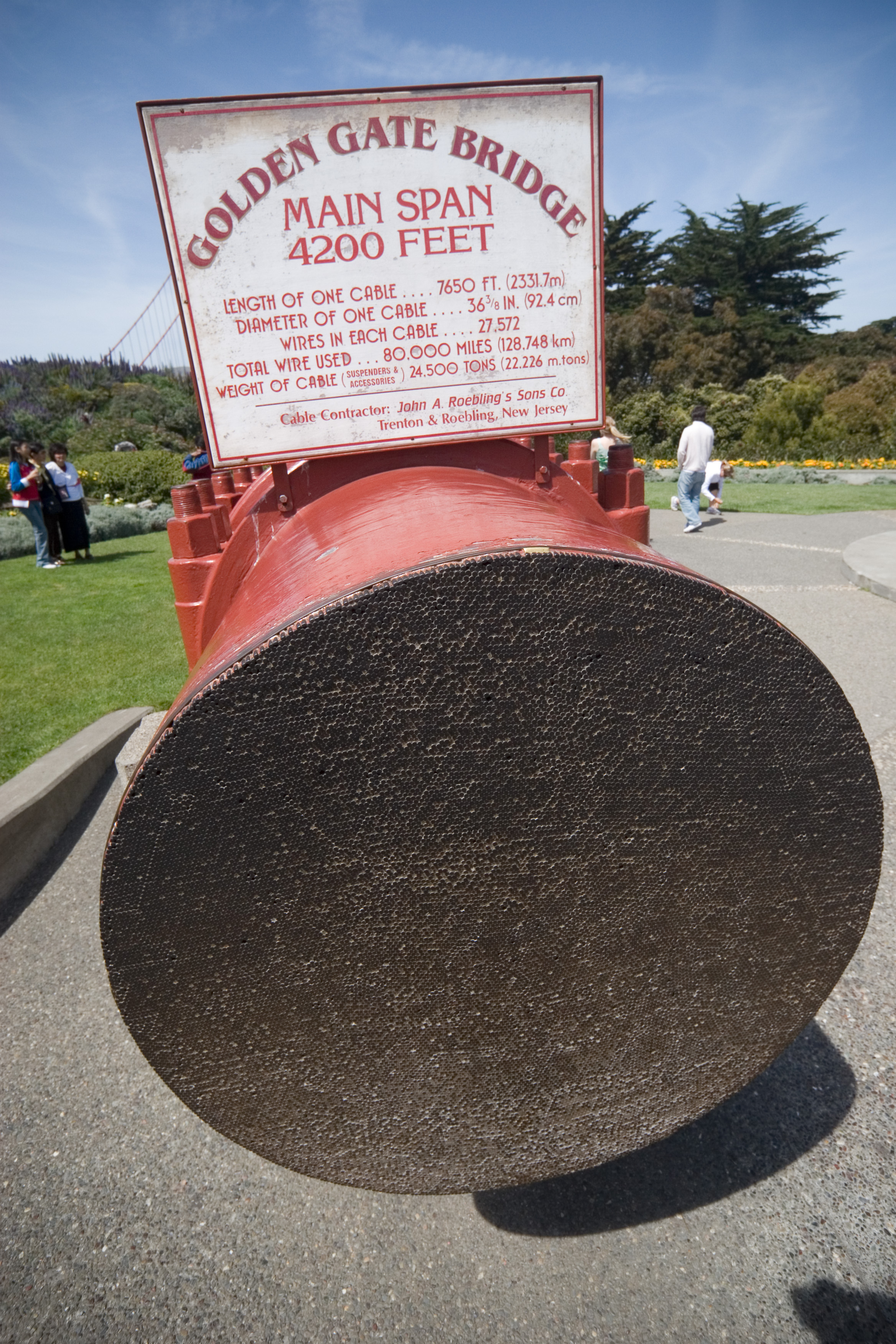
Corte transversal de una sección del cable.
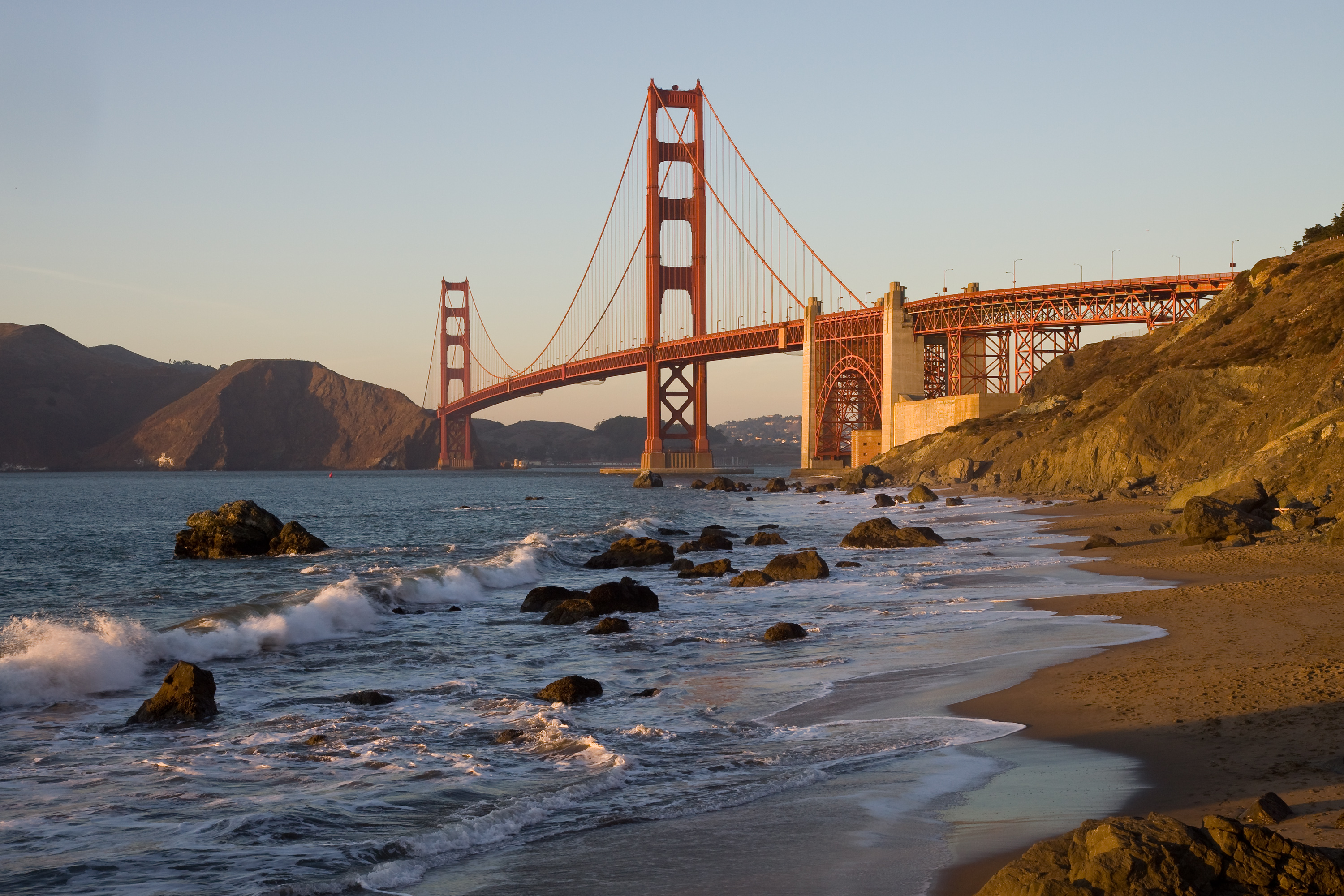
Vista desde Baker Beach.
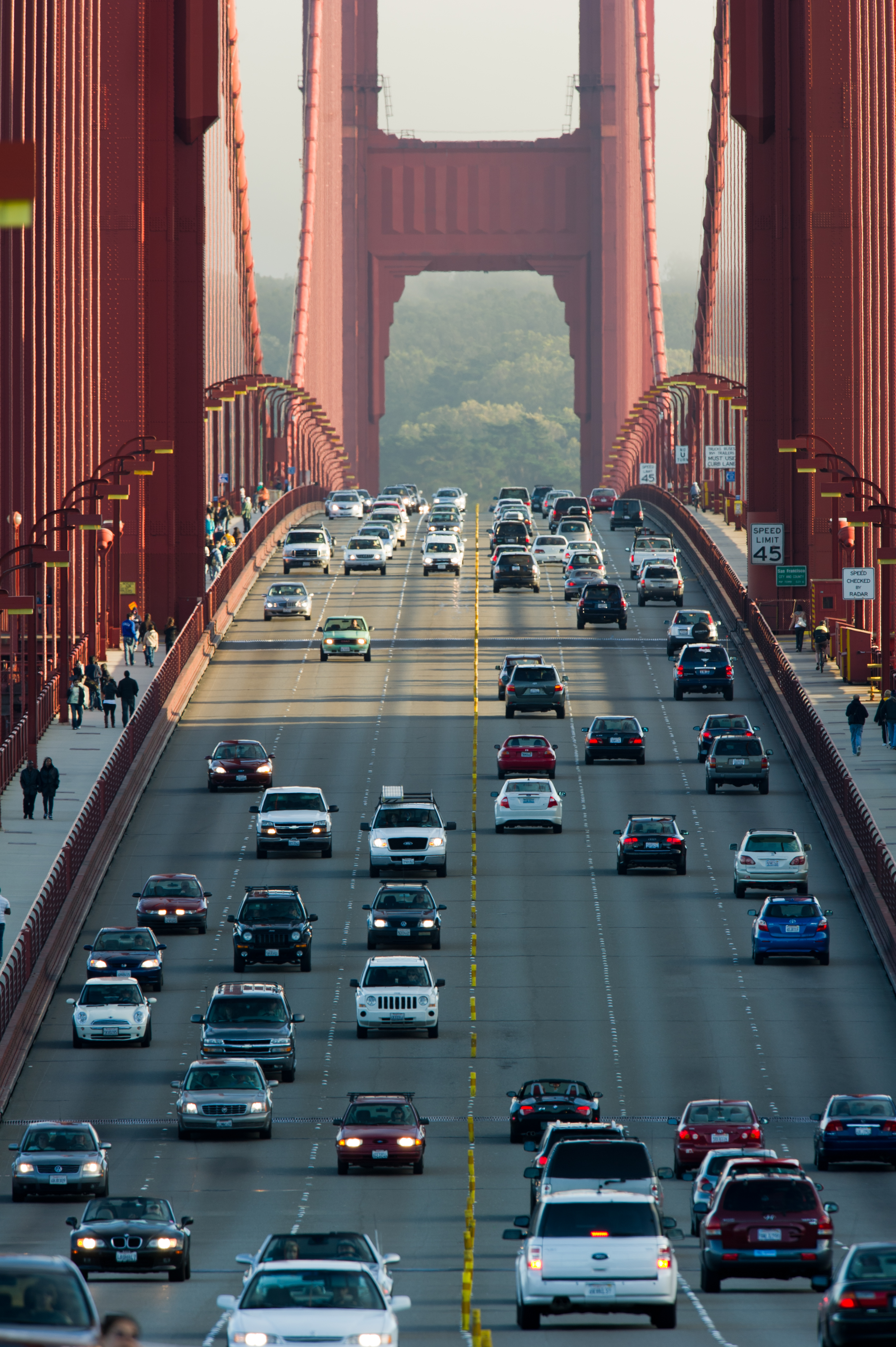
Vista norte.
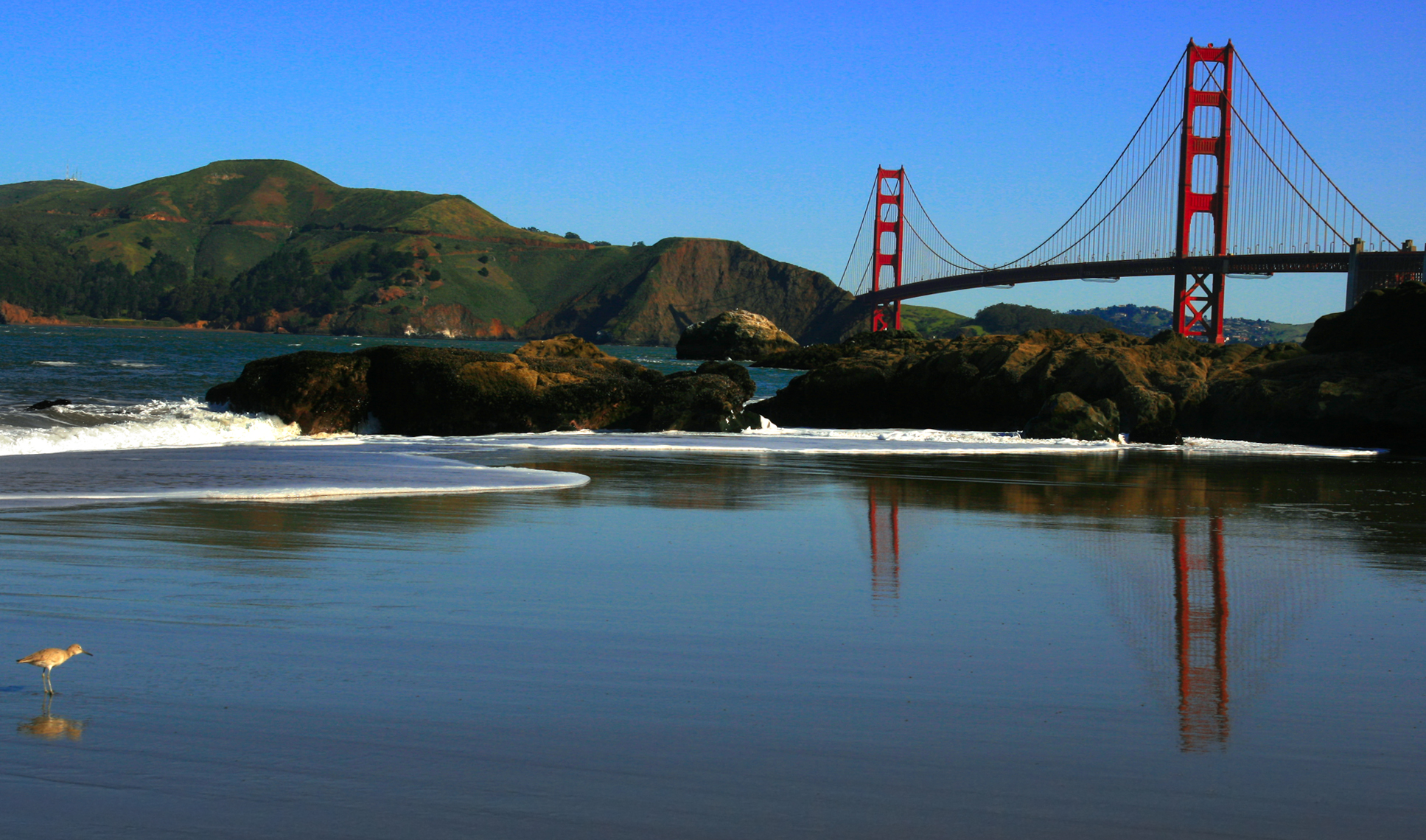
Reflejo del puente en el agua.